# Iglesia de San Miguel (Castellón de la Plana)
La iglesia de San Miguel, ubicada en la calle de Enmedio, 17, de Castellón de la Plana, en la comarca de la Plana Alta, actualmente reconvertida en Centro Cultural de la Fundación Caja Castellón, es un edificio catalogado, de manera genérica, como Bien de Relevancia Local, según la Disposición Adicional Quinta de la Ley 5/2007, de 9 de febrero, de la Generalitat, de modificación de la Ley 4/1998, de 11 de junio, del Patrimonio Cultural Valenciano (DOCV Núm. 5.449 / 13/02/2007), con código: 12.05.040-012.
Se trata de un pequeño edificio datado del siglo XVIII (erigido por el obispo de Barcelona José Climent en el año 1793), con planta de nave única, coro alto a los pies de la planta y pobre decoración barroca de su interior, entre la que destaca el altar Mayor, de la escuela de Espinosa.
En la actualidad se utiliza como sala de exposiciones de la Fundación Caja Castellón.

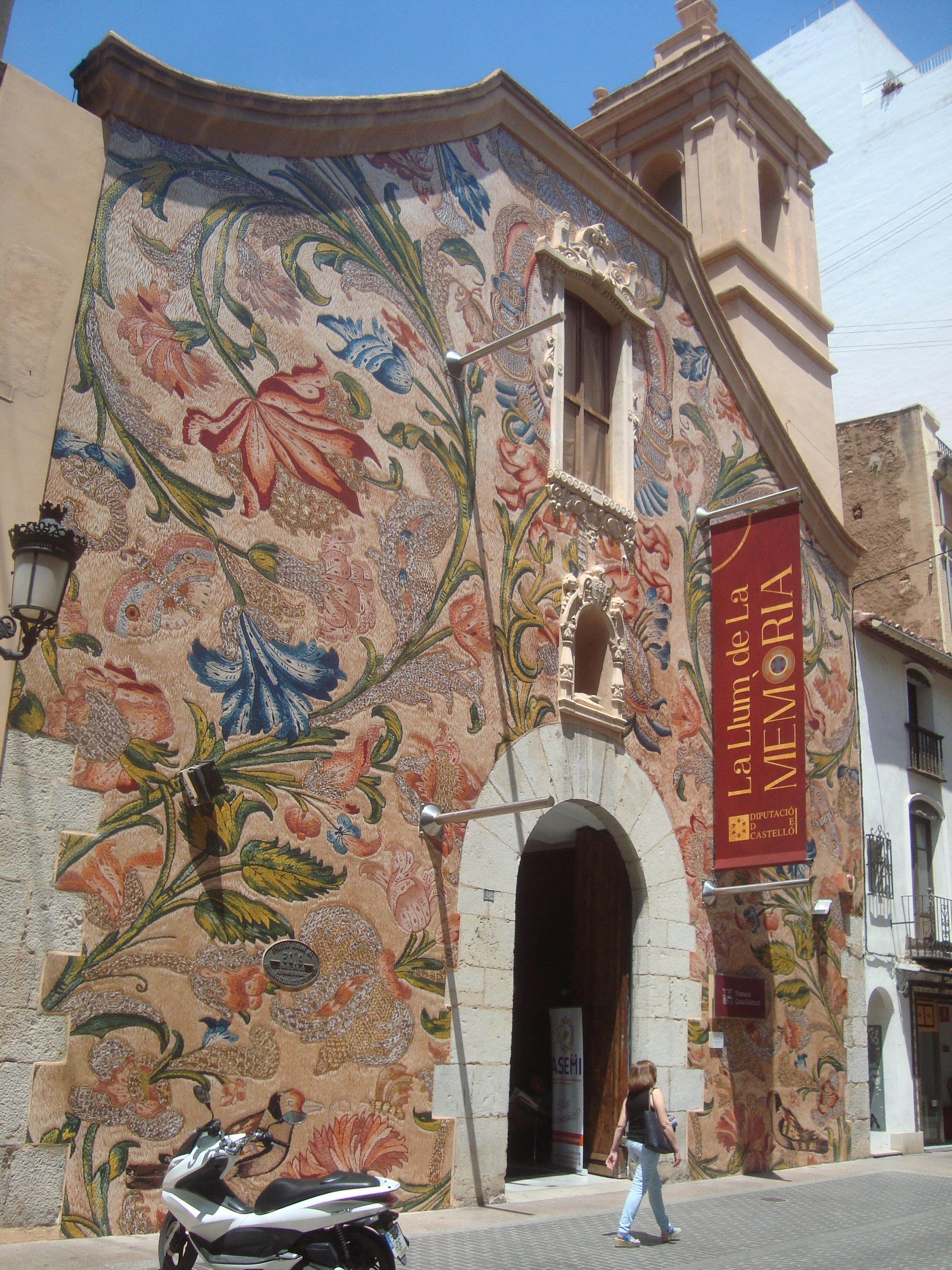
Fachada decorada con motivo de la exposición La llum de la memòria